# Miles Ukaoma
Miles Ukaoma (* 21. Juli 1992 in Maize, Vereinigte Staaten) ist ein ehemaliger nigerianischer Hürdenläufer.

## Sportliche Laufbahn
Im Jahr 2016 qualifizierte sich Miles Ukaoma für die 400 Meter Hürden der Männer der Olympischen Spiele 2016 in Rio de Janeiro. Dort schied er im Vorlauf aus. Er nahm an den 400 Meter Hürden bei den Weltmeisterschaften 2015 in Peking teil und verpasste nur knapp das Halbfinale. Seine persönliche Bestzeit bei den 400 Meter Hürden liegt bei 48,84 Sekunden, die er 2015 in Warri erreicht hat.
2015 wurde Ukaoma nigerianischer Meister im 400-Meter-Hürdenlauf.

## Rekorde
| Angetreten für Nigeria | Angetreten für Nigeria | Angetreten für Nigeria    | Angetreten für Nigeria | Angetreten für Nigeria | Angetreten für Nigeria |
| ---------------------- | ---------------------- | ------------------------- | ---------------------- | ---------------------- | ---------------------- |
| 2014                   | Commonwealth Games     | Glasgow, Schottland       | 7.                     | 4 × 400 m Staffel      | 3:04,86 min            |
| 2014                   | Afrikameisterschaften  | Porto-Novo, Benin         | 6.                     | 400 m Hürden           | 50,40 s                |
| 2014                   | Afrikameisterschaften  | Porto-Novo, Benin         | 2.                     | 4 × 400 m Staffel      | 3:03,09 min            |
| 2015                   | IAAF World Relays      | Nassau, Bahamas           | 19. (h)                | 4 × 400 m Staffel      | 3:06,92 min            |
| 2015                   | Weltmeisterschaften    | Peking, China             | 22. (h)                | 400 m Hürden           | 49,38 s                |
| 2016                   | Afrikameisterschaften  | Durban, Südafrika         | 6. (h)                 | 400 m Hürden           | 50,79 s1               |
| 2016                   | Olympische Spiele      | Rio de Janeiro, Brasilien | 32. (h)                | 400 m Hürden           | 49,84 s                |

1Im Finale disqualifiziert